# Americká rukojmí v Íránu
Americká rukojmí v Íránu představují vyvrcholení krize mezi Spojenými státy a Íránem po íránské islámské revoluci v roce 1979.

## Nástin událostí
Íránští šíitští fundamentalisté obviňovali Spojené státy ze snahy znovunastolit v zemi světskou prozápadní monarchii a opět dosadit k moci vyhnaného šáha Muhammada Rezu Pahlavího. Dne 4. listopadu 1979 několik set rozvášněných íránských studentů obsadilo velvyslanectví USA v Teheránu, kde zajali 66 amerických rukojmích. Za jejich propuštění žádali sebekritiku Spojených států, vydání šáha do Íránu a americký závazek o nevměšování do vnitřní politiky země.

### Canadian Caper
Šesti Američanům se podařilo uprchnout na sousední kanadské velvyslanectví. Posléze pobývali další necelé tři měsíce v rezidenci kanadského velvyslance, než mohli 28. ledna 1980 vycestovat ze země na falešné kanadské pasy na lince do Curychu. Kvůli jejich vydání se sešel kanadský parlament na utajené schůzi, vůbec první takové od konce druhé světové války. O záchraně šesti uprchlíků pojednává americký film z roku 2012 Argo, který však obsahuje řadu nehistorických momentů a zjednodušujících vynechávek. Dokumentární rekonstrukce událostí byla zpracována ve filmu Banged Up Abroad: The Real Argo.

### Propuštění části zajatců
Íránští zadržovatelé se snažili vyvolat kladný dojem tím, že 19. listopadu 1979 propustili 13 zajatců, kteří měli většinou afroamerický původ a byli nazváni „utiskovanou menšinou“ ve Spojených státech (byly mezi nimi ale i bílé ženy). Další rukojmí byl propuštěn 11. července 1980 pro špatný zdravotní stav (roztroušená skleróza), takže v zajetí zůstávalo stále 52 zajatců.

### Odpověď americké vlády
Všechny pokusy o osvobození Američanů ze strany americké administrativy v čele s prezidentem Jimmy Carterem selhaly. 12. listopadu 1979 byly ukončeny dodávky íránské ropy do USA, následovalo Vládní nařízení č. 12170, kterým byly zmrazeny íránské účty na území Spojených států (cca 8 miliard dolarů).

### Operace Orlí spár

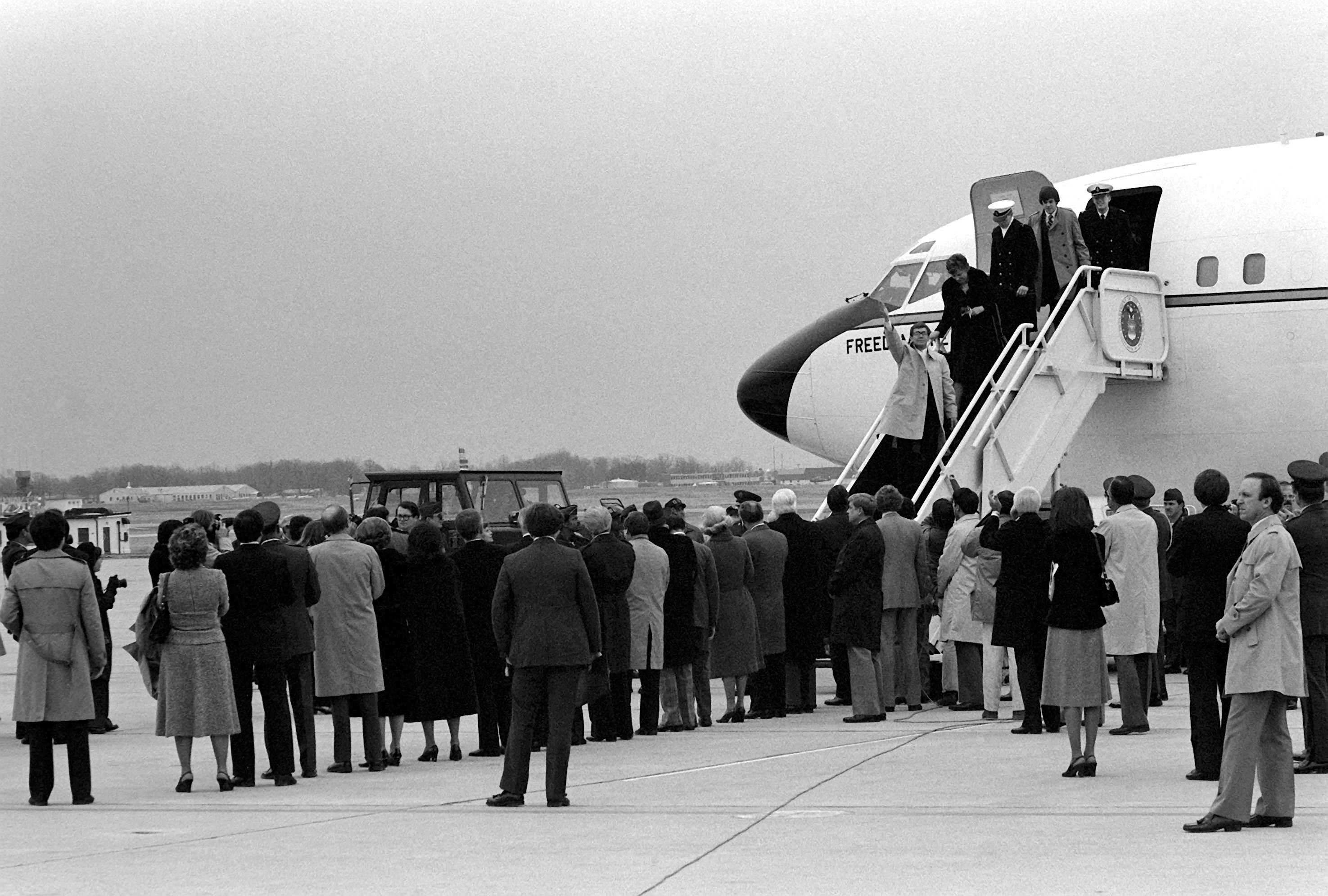
Propuštění zajatci v USA, po návratu domů

Odmítnutí íránských požadavků a neúčinnost tlaku na islámský režim vedly k prezidentovu rozhodnutí uskutečnit tajný letecký výsadek s názvem Operace Orlí spár, který si kladl za cíl osvobodit rukojmí. V noci z 24. na 25. dubna 1980 vzlétlo 8 helikoptér RH-53D z letadlové lodi Nimitz. Dvě helikoptéry se v písečné bouři porouchaly a další nebyly schopné akci uskutečnit. Navíc při doplňování paliva jedné z helikoptér došlo ke srážce se zásobovacím letadlem C-130, při které zemřelo 8 amerických vojáků. Tajná operace se změnila ve veřejnou po odhalení íránskou obranou.
Aby se podobné fiasko už nikdy neopakovalo byl pověřen Richard Marcinko tím, aby sestavil speciální jednotku (SEAL 6), která bude vysoce výkonná a bude provádět nejrůznější tajné operace po celém světě.

### Neúspěch operace
Dne 25. dubna 1980 pronesl prezident Jimmy Carter televizní projev o záměru neúspěšné operace. Později byl plánován ještě druhý letecký pokus o osvobození prostřednictvím letadel Hercules, který ale nebyl realizován.

## Důsledky události
- Neschopnost osvobodit rukojmí byla jedním z hlavních důvodů Carterovy porážky v listopadových prezidentských volbách roku 1980 s republikánským kandidátem Ronaldem Reaganem. Později se objevily spekulace, které tvrdily, že bylo vydání pozdrženo záměrně tak, aby se odehrálo až po volbách a umožnilo Reaganovi hladké vítězství.[4][5][6] Tyto teorie však nebyly během vyšetřování nikdy potvrzeny. Událost byla označována Říjnové překvapení (October Surprise).
- Šáh Muhammad Rezá, jeden z důvodů sporu, zatím 27. července 1980 zemřel v Egyptě na rakovinu a následoval irácký vpád do Íránu, čímž byla zahájena irácko-íránská válka.

## Alžírská role a propuštění
K vyřešení celého případu byla důležitá mediační role alžírské vlády, která vstoupila do vyjednávání o propuštění. Nakonec po 444 dnech v íránském zajetí byli rukojmí propuštěni. Stalo se tak v den inaugurace 40. prezidenta USA Ronalda Reagana 20. ledna 1981, oficiálně jednu minutu po složení přísahy. Osvobození Američané odletěli do Alžírska, aby symbolicky poděkovali za vyjednání svobody. Poté pokračovali na americkou leteckou základnu u Frankfurtu nad Mohanem v SRN, kde byli přijati bývalým prezidentem Carterem. Druhý den odletěli do New Yorku na Stewartovu leteckou základnu, kde byli přivítáni jako hrdinové.

## Rukojmí
Šest rukojmích, kteří uprchli na kanadské velvyslanectví
- Robert Anders, věk v době zadržení: 34 let
- Mark J. Lijek, 29 let
- Cora A. Lijek, 25 let
- Henry L. Schatz, 31 let
- Joseph D. Stafford, 29 let
- Kathleen F. Stafford, 28 let

Richard I. Queen
Richard I. Queen (28 let) byl propuštěn 11. července 1980 ze zdravotních důvodů, pro komplikace roztroušené sklerózy
Padesát dva rukojmích, propuštěných 20. ledna 1981
- Thomas L. Ahern, ml.
- Clair Cortland Barnes, věk v době zadržení: 35 let
- William E. Belk, 44 let
- Robert O. Blucker, 54 let
- Donald J. Cooke, 26 let
- William J. Daugherty, 33 let
- Robert Englemann, 34 let
- William Gallegos, 22 let
- Bruce W. German, 44 let
- Duane L. Gillette, 24 let
- Alan B. Golacinski, 30 let
- John E. Graves, 53 let
- Joseph M. Hall, 32 let
- Kevin J. Hermening, 21 let
- Donald R. Hohman, 38 let
- Leland J. Holland, 53 let
- Michael Howland, 34 let
- Charles A. Jones, 40 let
- Malcolm Kalp, 42 let
- Moorhead C. Kennedy, 50 let
- William F. Keough, 50 let
- Steven W. Kirtley
- Eric M. Feldman, 24 let
- Kathryn L. Koob, 42 let – jedna ze dvou zajatých žen
- Frederick Lee Kupke, 34 let
- Bruce Laingen, 58 let
- Steven Lauterbach, 29 let
- Gary E. Lee, 37 let
- Paul Edward Lewis, 23 let
- John W. Limbert, ml.], 37 let
- James M. Lopez, 22 let
- John D. McKeel, 27 let
- Michael J. Metrinko, 34 let
- Jerry J. Miele, 42 let
- Michael E. Moeller, 31 let
- Bert C. Moore, 45 let
- Richard H. Morefield, 51 let
- Paul M. Needham, 30 let
- Robert C. Ode, 65 let
- Gregory A. Persinger, 23 let
- Jerry Plotkin, 45 let
- Regis Ragan, 38 let
- David M. Roeder, 41 let
- Barry M. Rosen, 36 let
- William B. Royer, 49 let
- Thomas E. Schaefer, 50 let
- Charles W. Scott, 48 let
- Donald A. Sharer, 40 let
- Rodney V. Sickmann, 22 let
- Joseph Subic, 23 let
- Elizabeth Ann Swift, 40 let – jedna ze dvou zajatých žen, vedoucí politického oddělení
- Victor L. Tomseth, 39 let
- Phillip R. Ward, 40 let